# Les Dissociés
Pour plus de détails, voir Fiche technique et Distribution.
Les Dissociés est un  film écrit et réalisé par le collectif d'humoristes français Suricate, sorti sur YouTube le 24 novembre 2015. Il s'agit d'un film de body swap (en), où deux personnages voient leurs enveloppes corporelles échangées avec deux autres pendant la nuit. Ils deviennent donc « dissociés » et rejoignent leurs comparses pour lutter contre un dissocié solitaire et dangereux.

## Synopsis
Lily et Ben forment un jeune couple parisien, heureux dans un quotidien monotone. Jusqu’au jour où ils se font voler leur corps par un groupe de « Dissociés » : des êtres humains capables d’échanger leur corps avec celui de quelqu’un d’autre. Pour récupérer leur corps, Lily et Ben devront faire face à un Dissocié dangereux : Milo, qui peut contrôler le corps d’autrui sans quitter le sien. Le couple sera aidé dans sa quête par Magalie, une petite fille de 5 ans et demi dans le corps d’un homme de 30 ans…

## Fiche technique
- Titre original : Les Dissociés
- Réalisation : Raphaël Descraques, aidé de Julien Josselin et Vincent Tirel (soit le collectif Suricate)
- Scénario : Raphaël Descraques, Julien Josselin et Vincent Tirel (soit le collectif Suricate)
- Direction artistique : Vladimir Rodionov
- Costumes : Priscillia Delsault
- Accessoiriste : Marine Buridant
- Maquillage : Marjolaine Vialle
- Photographie : Rémy Argaud
- Assistante caméra : Elodie Ferré
- Régisseur : Thomas Planchais
- Ingénieur du son, mixage et sound design : Clément Maurin
- Enregistrement Pick up voix : Sam Dekyndt
- Montage : Raphaël Descraques assisté de Julien Josselin, Vladimir Rodionov et Douglas Dreyfus
- Effets spéciaux : Stéfan Carlod assisté d’Antoine Behaeghel et Julien Josselin
- Étalonnage : Florian Jarry
- Musique : Julien Bellanger
- Musiques additionnelles : A-Music, Jérémy Le Viavant, Eleven, Adrien Robert Patterson et Taylorythm
- Illustration et séquence animée : Boulet
- Illustration comics Normal Girl : Léo Regeard
- Affiche : Antoine Behaeghel
- Photographie affiche : Emmanuelle Descraques
- Maquillage affiche : Jeanne Dehée
- Société de production : Golden Moustache (Groupe M6)
- Producteurs : Adrien Labastire et Nicolas Capuron, Astrid Bordeloup-Hauschild (administratrice de production), Julie Coudry (directrice de production), Élodie Coudry (assistante de production),
- Budget : 150 000 €
- Pays d’origine :  France
- Langue originale : français
- Format : couleur
- Genre : comédie
- Durée : 75 minutes
- Date de sortie : 24 novembre 2015

## Distribution
- Raphaël Descraques : Sacha/Lily
- Julien Josselin : Gwen/Ben
- Vincent Tirel : Magalie
- Quentin Bouissou : Milo
- PV Nova : le voisin de Milo
- Marsu Lacroix : Lily/Sacha
- Yoni Dahan : Ben/Gwen
- Éléonore Costes : Léa
- Thomas VDB : Serge G.
- William Pelletier : Terry
- Sabine Perraud : Georges
- Raphaël Carlier : Chantal
- David Coscas : le livreur
- Justine Le Pottier : Pauline
- Baptiste Lecaplain : le mec de Pauline
- Adrien Ménielle : l’agent immobilier
- Slimane-Baptiste Berhoun : le trader
- Kyan Khojandi : le postier
- Bruno Muschio : Yannick
- David Marsais : Tiboul
- Grégoire Ludig : Thibault
- Benoit Blanc : le présentateur du journal télévisé
- Antoine Daniel et Mathieu Sommet : les animateurs de télévision
- Caméos : Florent Bernard, Benjamin Hekimian, François Descraques, Jimmy Labeeu, Yacine Belhousse, Dédo, Axel Maliverney, Vanessa Brias, Stéfan Carlod, Nicolas Berno, Valentin Vincent, Lucien Maine, Alice David, Florent Dorin

## Développement
Le film, premier long-métrage des vidéastes de Suricate, est produit grâce à un financement basé à 80 % sur du placement de produit, lui permettant de bénéficier d'un budget de 150 000 €,. Il atteint l'équilibre grâce à une dizaine de projections en avant-première, dans des cinémas de France. Il est diffusé gratuitement sur la plate-forme de vidéos YouTube et sur le site de Golden Moustache. Plusieurs personnalités du net tiennent des rôles ou des caméos, tels Mathieu Sommet, Antoine Daniel, PV Nova, le Palmashow, Kyan Khojandi ou Navo, et Boulet dessine la séquence animée.

## Accueil
Publié dans un premier temps sur la plateforme de vidéo en ligne YouTube, le long-métrage a été massivement plébiscité[réf. souhaitée]. Par conséquent, la chaîne de télévision W9 a décidé de le diffuser lors d'une soirée consacrée au collectif Golden Moustache le 22 décembre 2015. Le film a alors réuni 364 000 téléspectateurs, soit une part de marché de 2.1 %.